# Бристоль Роверс
«Бри́столь Ро́верс» (полное название — Футбольный клуб «Бристоль Роверс»; англ. Bristol Rovers Football Club, английское произношение: [ˈbrɪstəl ˈroʊvərz 'futbɔ:l klʌb]) — английский профессиональный футбольный клуб из города Бристоль. Основан в 1883 году под названием «Блэк Эрабз» (англ. Black Arabs F.C.).
Выступает в Лиге 2, четвёртом по значимости дивизионе в системе футбольных лиг Англии.

## История
Футбольный клуб «Бристоль Роверс» был основан в 1883 году под названием Black Arabs F.C. (в переводе — «Чёрные арабы»). Клуб формально был образован после встречи пятерых молодых людей в ресторане на Стэплтон Роуд, в округе Иствилл города Бристоль. Название «Чёрные арабы» команда получила благодаря чёрным игровым майкам и регбийной команде с названием «Арабы», которая играла неподалёку на востоке Бристоля. «Чёрные арабы» сыграли свой первый матч (товарищеский) 1 декабря 1883 года и сыграли девять игр в своём первом сезоне. В 1884 году клуб поменял название на «Иствилл Роверс» (Eastville Rovers) и продолжал играть товарищеские матчи на протяжении нескольких сезонов. Команда несколько раз меняла место проведения домашних матчей.
В 1892 году «Роверс» присоединился к Лиге Бристоля и окрестностей (Bristol and District League). Через три года лига сменила название и стала называться Западной лигой (Western League). В 1897 году «Иствилл Роверс» вступил в Лигу Бирмингема и окрестностей (Birmingham and District League). Перед началом сезона 1897/98 клуб стал профессиональным и сменил название на «Бристоль Иствилл Роверс» (Bristol Eastville Rovers). 17 февраля 1899 года клуб окончательно сменил название на «Бристоль Роверс». В 1899 году «Бристоль Роверс» вступил в Южную лигу и выступал в ней вплоть до 1920 года.
После 1920 года команда выступала в Футбольной лиге Англии. В сезонах 1955/56 и 1958/59 «Бристоль Роверс» занимал наивысшее для себя 6-е место во Втором дивизионе Футбольной лиги. В 2002 году «Бристоль Роверс» был в шаге от выбывания в Футбольную конференцию впервые за 63 года, но в последний момент сохранил за собой место в Футбольной лиге. В настоящее время «Роверс» выступает в Лиге 1 (третий по силе дивизион чемпионата Англии).

## Дерби
«Бристоль Сити», базирующийся в юго-восточной части Бристоля, является главным соперником для «Бристоль Роверс» из северо-западной части города. Официальное прозвище клуба — «пираты», оно отражает морскую историю Бристоля. Местных болельщиков называют «The Gas» («газы»), что является отсылкой к газовому заводу, расположенному рядом с их бывшим стадионом «Иствилл». «The Gas» изначально было уничижительным термином, используемым болельщиками «Сити», однако он был ласково принят командой и болельщиками «Роверс». Согласно данным опроса, проведённого в декабре 2003 года, «Кардифф Сити» и «Суиндон Таун» считаются вторыми и третьими по значимости соперниками «Бристоль Роверс».

## Стадион
В июне 2011 года «Бристоль Роверс» объявил о своих намерениях построить новую арену «UWE Stadium» вместо старого и тесного стадиона «Мемориал». Для финансирования нового стадиона сувениры клуба продавались в сети супермаркетов «Sainsbury`s». Разрешение по постройке «UWE Stadium» было получено в июле 2012 года. Работы на новом стадионе должны быть завершены к сезону 2015/16. «Мемориал Стэдиум» будет по-прежнему использоваться, пока не завершится строительство новой арены «Бристоль Роверс», рассчитанной на 21 700 зрителей.

## Достижения
- Обладатель кубка Третьего дивизиона
  - 1934/35
- Победитель Третьего южного дивизиона
  - 1952/53
- Обладатель Кубка Уотни
  - 1972
- Выход в Третий дивизион
  - 1973/74
- Победитель Третьего дивизиона
  - 1989/90
- Победитель плей-офф Второго дивизиона
  - 2006/07

## Символика

### Форма

#### Домашняя
| 2010/11 | 2011/12 | 2019/20 | 2020/21 | 2021/22 |

#### Гостевая
| 2010/11 | 2011/12 | 2019/20 | 2020/21 | 2021/22 |

#### Резервная
| 2019/20 |